# Afrika-Cup 2024/Gruppe F
| Pl. | Land     | Sp. | S | U | N | Tore    | Diff. | Punkte |
| --- | -------- | --- | - | - | - | ------- | ----- | ------ |
| 1.  | Marokko  | 3   | 2 | 1 | 0 | 005:100 | +4    | 07     |
| 2.  | DR Kongo | 3   | 0 | 3 | 0 | 002:200 | ±0    | 03     |
| 3.  | Sambia   | 3   | 0 | 2 | 1 | 002:300 | −1    | 02     |
| 4.  | Tansania | 3   | 0 | 2 | 1 | 001:400 | −3    | 02     |

Der Artikel gibt Auskunft über die Spiele der Gruppe F beim Afrika-Cup 2024 in der Elfenbeinküste.

## Marokko – Tansania 3:0 (1:0)
| Marokko                                                                         | Marokko | Tansania | Tansania |
| ------------------------------------------------------------------------------- | --- | --- | -------- |
| Marokko                                                                         | \| 1. Spieltag \| \| 17. Januar 2024 um 17:00 Uhr (18:00 Uhr MEZ) in San-Pédro (Stade Laurent Pokou) \| \| Schiedsrichter: Alhadi Mahamat ( Tschad) 1 \| | \| 1. Spieltag \| \| 17. Januar 2024 um 17:00 Uhr (18:00 Uhr MEZ) in San-Pédro (Stade Laurent Pokou) \| \| Schiedsrichter: Alhadi Mahamat ( Tschad) 1 \| | Tansania |
| Marokko                                                                         | Bono – Achraf Hakimi, Nayef Aguerd, Romain Saïss , Mohamed Chibi – Sofyan Amrabat, Selim Amallah (72. Bilal El Khannous), Hakim Ziyech (81. Ayoub El Kaabi), Azzedine Ounahi (81. Sofiane Boufal) – Youssef En-Nesyri (81. Amine Harit) Cheftrainer: Walid Regragui | Aishi Manula – Haji Mnoga, Bakari Mwamnyeto, Ibrahim Hamad, Mohamed Hussein – Mudathir Yahya (46. Morice Abraham), Himid Mao, Novatus Miroshi – Mbwana Samatta (69. Feisal Salum), Charles M'Mombwa, Tarryn Allarakhia (38. Simon Msuva) Cheftrainer: Adel Amrouche ( Algerien) | Tansania |
| Marokko                                                                         | 1:0 Saïss (30.) 2:0 Ounahi (77.) 3:0 En-Nesyri (80.) | | Tansania |
| Marokko                                                                         | Saïss (52.), Chibi (61.) | Mao (22.), Miroshi (31.), M'Mombwa (61.), Hussein (90.+6') | Tansania |
| Marokko                                                                         | Miroshi (70.) | | Tansania |
| Marokko                                                                         | Spieler des Spiels: Azzedine Ounahi (Marokko) | | Tansania |
| 1. Spieltag                                                                     | | |          |
| 17. Januar 2024 um 17:00 Uhr (18:00 Uhr MEZ) in San-Pédro (Stade Laurent Pokou) | | |          |
| Schiedsrichter: Alhadi Mahamat ( Tschad) 1                                      | | |          |

## DR Kongo – Sambia 1:1 (1:1)
| DR Kongo                                                                        | DR Kongo | Sambia | Sambia |
| ------------------------------------------------------------------------------- | --- | --- | ------ |
| DR Kongo                                                                        | \| 1. Spieltag \| \| 17. Januar 2024 um 20:00 Uhr (21:00 Uhr MEZ) in San-Pédro (Stade Laurent Pokou) \| \| Schiedsrichter: Bamlak Tessema Weyesa ( Äthiopien) 1 \| | \| 1. Spieltag \| \| 17. Januar 2024 um 20:00 Uhr (21:00 Uhr MEZ) in San-Pédro (Stade Laurent Pokou) \| \| Schiedsrichter: Bamlak Tessema Weyesa ( Äthiopien) 1 \|                                                                                       | Sambia |
| DR Kongo                                                                        | Lionel Mpasi – Gédéon Kalulu, Chancel Mbemba , Henoc Inonga Baka, Arthur Masuaku – Samuel Moutoussamy, Théo Bongonda, Gaël Kakuta (71. Elia Meschack), Charles Pickel, Yoane Wissa (90.+3' Silas) – Cédric Bakambu (82. Simon Banza) Cheftrainer: Sébastien Desabre ( Frankreich) | Lawrence Mulenga – Tandi Mwape, Stoppila Sunzu, Frankie Musonda, Rodrick Kabwe – Kelvin Kapumbu, Lubambo Musonda (76. Lameck Banda), Kings Kangwa (90.+4' Larry Bwalya), Emmanuel Banda, Fashion Sakala – Patson Daka Cheftrainer: Avram Grant ( Israel) | Sambia |
| DR Kongo                                                                        | 1:1 Wissa (27.) | 0:1 Kangwa (23.) | Sambia |
| DR Kongo                                                                        | Kalulu (90.) | Banda (55.) | Sambia |
| DR Kongo                                                                        | Spieler des Spiels: Yoane Wissa (DR Kongo) | | Sambia |
| 1. Spieltag                                                                     | | |        |
| 17. Januar 2024 um 20:00 Uhr (21:00 Uhr MEZ) in San-Pédro (Stade Laurent Pokou) | | |        |
| Schiedsrichter: Bamlak Tessema Weyesa ( Äthiopien) 1                            | | |        |

## Marokko – DR Kongo 1:1 (1:0)
| Marokko                                                                         | Marokko | DR Kongo | DR Kongo |
| ------------------------------------------------------------------------------- | --- | --- | -------- |
| Marokko                                                                         | \| 2. Spieltag \| \| 21. Januar 2024 um 14:00 Uhr (15:00 Uhr MEZ) in San-Pédro (Stade Laurent Pokou) \| \| Schiedsrichter: Peter Waweru ( Kenia) \| | \| 2. Spieltag \| \| 21. Januar 2024 um 14:00 Uhr (15:00 Uhr MEZ) in San-Pédro (Stade Laurent Pokou) \| \| Schiedsrichter: Peter Waweru ( Kenia) \| | DR Kongo |
| Marokko                                                                         | Bono – Achraf Hakimi, Nayef Aguerd, Romain Saïss , Mohamed Chibi – Sofyan Amrabat, Hakim Ziyech (73. Amine Adli), Azzedine Ounahi (80. Amine Harit), Selim Amallah (64. Bilal El Khannous), Sofiane Boufal (63. Abde Ezzalzouli) – Youssef En-Nesyri (80. Ayoub El Kaabi) Cheftrainer: Walid Regragui | Lionel Mpasi – Gédéon Kalulu, Chancel Mbemba , Henoc Inonga Baka (46. Dylan Batubinsika), Arthur Masuaku – Samuel Moutoussamy, Théo Bongonda (52. Elia Meschack), Gaël Kakuta (64. Silas), Charles Pickel (89. Aaron Tshibola), Yoane Wissa – Cédric Bakambu (52. Fiston Kalala Mayele) Cheftrainer: Sébastien Desabre ( Frankreich) | DR Kongo |
| Marokko                                                                         | 1:0 Hakimi (6.) | 1:1 Silas (76.) | DR Kongo |
| Marokko                                                                         | Amallah (40.), Ziyech (44.), Adli (87.) | Mbemba (90.+8') | DR Kongo |
| Marokko                                                                         | Spieler des Spiels: Silas (DR Kongo) | | DR Kongo |
| 2. Spieltag                                                                     | | |          |
| 21. Januar 2024 um 14:00 Uhr (15:00 Uhr MEZ) in San-Pédro (Stade Laurent Pokou) | | |          |
| Schiedsrichter: Peter Waweru ( Kenia)                                           | | |          |

## Sambia – Tansania 1:1 (0:1)
| Sambia                                                                          | Sambia | Tansania | Tansania |
| ------------------------------------------------------------------------------- | --- | --- | -------- |
| Sambia                                                                          | \| 2. Spieltag \| \| 21. Januar 2024 um 17:00 Uhr (18:00 Uhr MEZ) in San-Pédro (Stade Laurent Pokou) \| \| Schiedsrichter: Louis Houngnandande ( Benin) \| | \| 2. Spieltag \| \| 21. Januar 2024 um 17:00 Uhr (18:00 Uhr MEZ) in San-Pédro (Stade Laurent Pokou) \| \| Schiedsrichter: Louis Houngnandande ( Benin) \| | Tansania |
| Sambia                                                                          | Lawrence Mulenga – Benedict Chepeshi (87. Miguel Chaiwa), Stoppila Sunzu, Frankie Musonda, Rodrick Kabwe – Kelvin Kapumbu (46. Lubambo Musonda), Fashion Sakala (76. Clatous Chama), Kings Kangwa (76. Kennedy Musonda), Emmanuel Banda, Lameck Banda (87. Edward Chilufya) – Patson Daka Cheftrainer: Avram Grant ( Israel) | Aishi Manula – Haji Mnoga (46. Lusajo Mwaikenda), Bakari Mwamnyeto, Ibrahim Hamad, Mohamed Hussein – Himid Mao (70. Mudathir Yahya), Mzamiru Yassin, Simon Msuva, Feisal Salum (59. Morice Abraham), Kibu Denis (70. Charles M'Mombwa) – Mbwana Samatta Cheftrainer: Hemed Morocco | Tansania |
| Sambia                                                                          | 1:1 Daka (88.) | 0:1 Msuva (11.) | Tansania |
| Sambia                                                                          | Kabwe (33.), L. Banda (45.+1') | | Tansania |
| Sambia                                                                          | Kabwe (44.) | | Tansania |
| Sambia                                                                          | Spieler des Spiels: Patson Daka (Sambia) | | Tansania |
| 2. Spieltag                                                                     | | |          |
| 21. Januar 2024 um 17:00 Uhr (18:00 Uhr MEZ) in San-Pédro (Stade Laurent Pokou) | | |          |
| Schiedsrichter: Louis Houngnandande ( Benin)                                    | | |          |

## Sambia – Marokko 0:1 (0:1)
| Sambia                                                                          | Sambia | Marokko | Marokko |
| ------------------------------------------------------------------------------- | --- | --- | ------- |
| Sambia                                                                          | \| 3. Spieltag \| \| 24. Januar 2024 um 20:00 Uhr (21:00 Uhr MEZ) in San-Pédro (Stade Laurent Pokou) \| \| Schiedsrichter: Tanguy Mebiame ( Gabun) \| | \| 3. Spieltag \| \| 24. Januar 2024 um 20:00 Uhr (21:00 Uhr MEZ) in San-Pédro (Stade Laurent Pokou) \| \| Schiedsrichter: Tanguy Mebiame ( Gabun) \| | Marokko |
| Sambia                                                                          | Lawrence Mulenga – Tandi Mwape (83. Clatous Chama), Frankie Musonda, Lubambo Musonda – Miguel Chaiwa, Emmanuel Banda, Edward Chilufya (71. Kings Kangwa), Kennedy Musonda (70. Fashion Sakala), Lameck Banda, – Patson Daka Cheftrainer: Avram Grant ( Israel) | Bono – Achraf Hakimi, Nayef Aguerd, Yunis Abdelhamid, Yahia Attiyat Allah – Sofyan Amrabat, Hakim Ziyech (46. Amine Adli), Azzedine Ounahi (84. Bilal El Khannous), Ismael Saibari (68. Amir Richardson), Sofiane Boufal (68. Abde Ezzalzouli) – Ayoub El Kaabi (73. Tarik Tissoudali) Cheftrainer: Walid Regragui | Marokko |
| Sambia                                                                          | 0:1 Ziyech (38.) | | Marokko |
| Sambia                                                                          | Hakimi (81.) | | Marokko |
| Sambia                                                                          | Spieler des Spiels: Sofyan Amrabat (Marokko) | | Marokko |
| 3. Spieltag                                                                     | | |         |
| 24. Januar 2024 um 20:00 Uhr (21:00 Uhr MEZ) in San-Pédro (Stade Laurent Pokou) | | |         |
| Schiedsrichter: Tanguy Mebiame ( Gabun)                                         | | |         |

## Tansania – DR Kongo 0:0
| Tansania                                                                             | Tansania | DR Kongo | DR Kongo |
| ------------------------------------------------------------------------------------ | --- | --- | -------- |
| Tansania                                                                             | \| 3. Spieltag \| \| 24. Januar 2024 um 20:00 Uhr (21:00 Uhr MEZ) in Korhogo (Stade Amadou Gon Coulibaly) \| \| Schiedsrichter: Amin Omar ( Ägypten) 1 \| | \| 3. Spieltag \| \| 24. Januar 2024 um 20:00 Uhr (21:00 Uhr MEZ) in Korhogo (Stade Amadou Gon Coulibaly) \| \| Schiedsrichter: Amin Omar ( Ägypten) 1 \| | DR Kongo |
| Tansania                                                                             | Aishi Manula – Lusajo Mwaikenda, Bakari Mwamnyeto, Ibrahim Hamad, Mohamed Hussein – Himid Mao (71. Mzamiru Yassin), Novatus Miroshi, Haji Mnoga, Feisal Salum (79. Kibu Denis), Simon Msuva, (86. Morice Abraham) – Mbwana Samatta (86. Charles M'Mombwa) Cheftrainer: Hemed Morocco | Lionel Mpasi – Gédéon Kalulu, Chancel Mbemba , Dylan Batubinsika, Arthur Masuaku – Charles Pickel (68. Aaron Tshibola), Samuel Moutoussamy, Silas (53. Elia Meschack), Gaël Kakuta (87. Omenuke Mfulu), Fiston Kalala Mayele (68. Cédric Bakambu) – Yoane Wissa Cheftrainer: Sébastien Desabre ( Frankreich) | DR Kongo |
| Tansania                                                                             | Pickel (9.) | | DR Kongo |
| Tansania                                                                             | Spieler des Spiels: Gaël Kakuta (DR Kongo) | | DR Kongo |
| 3. Spieltag                                                                          | | |          |
| 24. Januar 2024 um 20:00 Uhr (21:00 Uhr MEZ) in Korhogo (Stade Amadou Gon Coulibaly) | | |          |
| Schiedsrichter: Amin Omar ( Ägypten) 1                                               | | |          |